# Archiwum Państwowe w Radomiu
Archiwum Państwowe w Radomiu – zostało utworzone 1920 roku.

## Historia
Placówki archiwalne w Radomiu działały już w XIX wieku. W latach 1816–1837 Radom był stolicą województwa sandomierskiego, zarządzanego przez Komisję Województwa Sandomierskiego, która posiadała własne archiwum (w 1821 roku wydano instrukcję zarządzania i prowadzenia archiwum). W 1825 roku w Radomiu powstało Archiwum Akt Dawnych, a w latach 1837-1844 Radom był stolicą guberni sandomierskiej. W 1844 roku w wyniku połączenia guberni kieleckiej i guberni sandomierskiej powstała gubernia radomska, która istniała do 1917 roku. Po zmianach administracyjnych gromadzeniem akt zajmowały się archiwa Rządu Guberni Radomskiej, urzędu powiatowego i archiwum miejskiego. Na przełomie XIX i XX wieku w Radomiu działał Zarząd Rolnictwa i Dóbr Państwowych Guberni Radomskiej, guberni kieleckiej, guberni lubelskiej i guberni siedleckiej (przyjmujący materiały archiwalne z urzędów).
W 1920 roku zostało powołane Archiwum Państwowe w Radomiu, które rozpoczęło działalność w 1921 roku. Pierwszą siedziba archiwum była przy ulicy Lubelskiej, a jej pierwszym kierownikiem w latach 1921-1924 był ks. Józef Rokoszny. Następnym kierownikiem był emerytowany ppłk Ferdynand Krone, za którego czasów rozpoczęto prace nad opracowaniem zasobów. Kolejnymi kierownikami byli: Władysław Prawdzik, Franciszek Paprocki, Władysław Prawdzik (1945-1959), Helena Kisiel (1959-1986). W 1950 roku powstał oddział powiatowy, który w następnym roku został przemianowany na Oddział Terenowy Wojewódzkiego Archiwum Państwowego w Kielcach. W 1963 roku archiwum zostało przeniesione do gmachu dawnego ratusza. Po powstaniu województwa radomskiego, archiwum przemianowane na Wojewódzkie Archiwum Państwowe w Radomiu. W 1983 roku zmieniono nazwę na Archiwum Państwowe w Radomiu, które w 2013 roku otrzymało nową siedzibę.

## Zobacz
- Archiwum Państwowe w Kielcach